# Лемежиці
Лемежиці (пол. Lemierzyce) — село в Польщі, у гміні Слонськ Суленцинського повіту Любуського воєводства.
Населення — 643 особи (2011).
У 1975-1998 роках село належало до Гожовського воєводства.

## Демографія
Демографічна структура станом на 31 березня 2011 року:
|          | Загалом | Допрацездатний вік | Працездатний вік | Постпрацездатний вік |
| -------- | ------- | ------------------ | ---------------- | -------------------- |
| Чоловіки | 334     | 79                 | 221              | 34                   |
| Жінки    | 309     | 58                 | 183              | 68                   |
| Разом    | 643     | 137                | 404              | 102                  |